# Atrichopogon sulfuratus
Atrichopogon sulfuratus är en tvåvingeart som beskrevs av Debenham 1989. Atrichopogon sulfuratus ingår i släktet Atrichopogon och familjen svidknott. Inga underarter finns listade i Catalogue of Life.